# Danh sách di sản văn hóa Tây Ban Nha được quan tâm ở hạt Osona (tỉnh Girona)
Danh sách di sản văn hóa Tây Ban Nha được quan tâm ở hạt Osona (tỉnh Girona).

## Di tích theo thành phố

### V

#### Viladrau
| Tên            | Dạng    | Địa điểm | Tọa độ                                        | Số hồ sơ tham khảo? | Ngày nhận danh hiệu? | Hình ảnh               |
| -------------- | ------- | -------- | --------------------------------------------- | ------------------- | -------------------- | ---------------------- |
| Nhà Espinzella | Di tích | Viladrau | 41°51′17″B 2°20′18″Đ / 41,854771°B 2,338455°Đ | RI-51-0006175       | 08-11-1988           | Upload image           |
| Sala           | Di tích | Viladrau | 41°50′26″B 2°21′33″Đ / 41,840642°B 2,359226°Đ | RI-51-0006176       | 08-11-1988           | La Sala · Upload image |